# شراره (فیلم ۱۹۸۴)
شراره (به هندی: Sharara) فیلمی محصول سال ۱۹۸۴ و به کارگردانی راجندرا سینگ بابو است. در این فیلم بازیگرانی همچون راج کومار، شاتورگان سینها، میتون چاکرابورتی، هما مالینی، شاکتی کاپور، رانجیت، قادرخان، باب کریستو، ویجندرا گاتگه، تیان آمبانی ایفای نقش کرده‌اند.